# Paul Frees
Solomon Hersh Frees (* 22. Juni 1920 in Chicago, Illinois, Vereinigte Staaten; † 2. November 1986 in Tiburon, Kalifornien, Vereinigte Staaten), besser bekannt als Paul Frees, war ein US-amerikanischer Schauspieler, Synchronsprecher, Komiker und Drehbuchautor, bekannt durch seine Arbeit bei Metro-Goldwyn-Mayer Trickstudio, Walter Lantz Productions und The Walt Disney Company im goldenen Zeitalter des Zeichentricks und für die Bereitstellung der Stimme von Boris Badenov in der Fernsehserie The Rocky and Bullwinkle Show. Er wurde bekannt als „Der Mann der tausend Stimmen“.

## Frühes Leben
Paul Frees wurde am 22. Juni 1920 in Chicago, Illinois, Vereinigte Staaten als Solomon Hersh Frees geboren. Er hatte einen ungewöhnlich tiefen Vier-Oktaven-Stimmumfang, der es ihm ermöglichte, die Stimme des „Ghost-Host“ in der The Haunted Mansion im Disneyland in Kalifornien und im Walt Disney World Resort in Florida die Stimme des Little Green Sprout in den Green Giant Gemüse-Werbespots zu synchronisieren.

## Karriere
In den 1930er Jahren erschien Frees zuerst als Impressionist unter dem Namen Buddy Green. Er begann seine Karriere 1942 beim Radio und blieb dort 40 Jahre aktiv. Während dieser Zeit war er an über 250 Filmen, Trickfilmen und Fernsehauftritten beteiligt; wie bei vielen Synchronsprechern wurden seine Auftritte jedoch oft nicht im Abspann vermerkt.
Frees' frühe Radio-Karriere wurde kurz unterbrochen, als er in den Zweiten Weltkrieg einberufen wurde und in der Normandie in Frankreich bei der Operation Neptune kämpfte. Er wurde angeschossen und kehrte zur Erholung für ein Jahr zurück in die Vereinigten Staaten. Durch die Bestimmungen der G. I. Bill konnte er das Chouinard Art Institute besuchen. Als sich die Gesundheit seiner ersten Frau stark verschlechterte, kehrte er zum Radio zurück.
Er erschien häufig in Hollywood-Radioserien, spielte Hauptrollen und war in den späten 1940ern im Wechsel mit William Conrad Eröffnungssprecher der Hörspielserie Suspense sowie in Teilen von Rauchende Colts und Crime Classic. Eine seiner wenigen Hauptrollen in diesem Medium war die als Jethro Dumont/Green Lama in der Serie The Green Lama (1949).
Frees wurde in den 1950ern und 1960ern oft in Anspruch genommen, um die Dialoge anderer Schauspieler mit ausländischem Dialekt zu korrigieren. Das erweiterte sich von kleinen zu großen Rollen wie in Filmen wie Grand Prix (1966 als Izo Yamura) und Schlacht um Midway (1976), wo Frees Toshirō Mifunes Auftritte als Admiral Isoroku Yamamoto synchronisierte; oder in Manche mögen’s heiß (1959), in dem er die Stimme des Direktors Mozzarella sowie auch Tony Curtis’ Rolle der Josephine synchronisierte. Im Disney-Film Geliebter Haustyrann (1966) sprach er die ganze Rolle des Eddie, dessen Schauspieler Dick Wessel nach den Dreharbeiten plötzlich an einem Herzinfarkt gestorben war. Zudem synchronisierte er Humphrey Bogart in dessen letztem Film Schmutziger Lorbeer (1956), da der an Speiseröhrenkrebs erkrankte Schauspieler kaum noch etwas sagen konnte. Frees synchronisierte auch die Autos in dem Film Das große Rennen rund um die Welt (1965).
Im Gegensatz zu vielen anderen Synchronsprechern arbeitete Frees nicht nur für ein Filmstudio, sondern für mindestens neun der bedeutendsten Filmgesellschaften des 20. Jahrhunderts: Walt Disney Studios, Walter Lantz Studios, UPA, Hanna-Barbera, Filmation, Metro-Goldwyn-Mayer, DePatie-Freleng Enterprises, Jay Ward Productions und Rankin/Bass Productions.

### Disney
Einige von Frees' bekanntesten Synchronisationen waren für verschiedene Disney-Produktionen. Er sprach die Rolle des Primus von Quack in 11 Folgen der Walt Disney anthology television series, beginnend mit der ersten Folge unter dem neuen Seriennamen Walt Disney's Wonderful World of Color am 24. September 1961. Die Figur erschien auch in vielen Walt Disney Records. Von Quacks einführender Cartoon An Adventure in Color, The Spectrum Song, wurde von Frees gesungen. Eine andere Aufnahme des Liedes erschien als Kinder-Version und wurde später auf CD neu aufgelegt.
Frees war in zahlreichen Disney-Cartoons Erzähler, darunter in dem lehrreichen Kurzfilm Donald in Mathmagic Land. Eine kleine Actionrolle für Disney im Spielfilm Der unheimliche Zotti (1959), Dr. Galvin, auch hier als Eröffnungsstimme.
Daneben sprach er zahlreiche Figuren in Disney-Parks, beispielsweise den unsichtbaren „Ghost Host“ in der Haunted Mansion im Disneyland und Walt Disney World Resort, und mehrere Piraten, darunter den Versteigerer in der Pirates of the Caribbean-Fahrt. Disney gab zum Gedenken an die zwei Fahrten schließlich limitierte CDs mit Outtakes und unbenutzten Audio-Tracks von Frees und anderen heraus. Frees lieferte Erzählungen für die Tomorrowland-Attraktion Adventure Thru Inner Space (1967–1985) und die erste Erzählung für die Hall of Presidents (1971–1993). Audio-Clips von den Besonderheiten in Frees' markanter Stimme sind sogar in Feuerwerk-Shows im Disneyland erschienen.
Ein computeranimierter Gesangshit nach dem Ebenbild Frees' erschien in dem Film Die Geistervilla (2003) als eine Ehrung. In ähnlicher Weise kann man Audio-Aufnahmen von Frees von der Pirates of the Caribbean Attraktion im Spielfilm Pirates of the Caribbean – Am Ende der Welt (2007) hören.
Zu seinen anderen Disney-Auftritten, meist als Erzähler für Segmente der Walt Disney anthology television series, zählen:
- From Aesop to Hans Christian Andersen (Fernsehfilm, 1955)
- The Nine Lives of Elfego Baca (Miniserie, 1958)
- Tales of Texas John Slaughter (Miniserie, 1958)
- Der unheimliche Zotti (Film, 1959)
- Der fliegende Pauker (Film, 1961)
- Moochie of Pop Warner Football (Fernsehfilm, 1960)
- The Monkey's Uncle (Film, 1965)

Für seine Beiträge der Disney-Hinterlassenschaft wurde Frees am 9. Oktober 2006 hoch geehrt als eine Disney-Legende.

### Jay Ward Productions
Frees war regulär bei Jay Ward Cartoons angestellt und stellte seine Stimme für Boris Badenov (aus The Rocky and Bullwinkle Show), Inspector Fenwick (von Dudley Do-Right; verkörpert von Eric Blore), Ape (verkörpert von Ronald Colman), District Commissioner Alistair und Weevil Plumtree in George of the Jungle, Baron Otto Matic in Tom Slick, Fred in Super Chicken, den Hoppity Hooper-Erzähler sowie für viele andere bereit.

### Rankin/Bass
Frees war an vielen Charakteren aus Ranking/Bass Cartoons und animierten TV-Specials beteiligt. So sprach er den Bösewicht Burgermeister Meisterburger und dessen Assistenten Grimsley in Santa Claus Is Comin' to Town (1970). Er spielte auch den Cop, den Ticketnehmer und den Weihnachtsmann in Frosty the Snowman im Jahr 1969. 1968 erschien er als Captain Jones im Thanksgiving-Special The Mouse on the Mayflower. Er synchronisierte die Stimmen von besonderen J. R. R. Tolkien-Charakteren in Rankin/Bass-animierten Versionen von The Hobbit und The Return of the King, außerdem King Haggard's Assistent Mabruk in The Last Unicorn und Rollen in den Jackson Five cartoon series zwischen 1971 und 1973.
In folgenden Rankin/Bass TV-Specials oder Filmen spielte Paul Frees mit:
- Cricket on the Hearth (TV-Special) (1967) Stimme von Sea Captain und anderen
- The Mouse on the Mayflower (1968) Stimme von Captain Jones
- The Little Drummer Boy (1968) Ali, Aarons Vater, drei Männer
- Frosty the Snowman (1969) Cop, Ticketnehmer, Weihnachtsmann
- The Mad, Mad, Mad Comedians (1970) Chico Marx, Zeppo Marx, und W.C Fields
- Santa Claus is Comin' to Town (1970) Burgermeister Meisterburger, Grimsley, Burgermeisters Soldat
- Here Comes Peter Cottontail (1971) Colonel Bunny's assistant, Fireman, Man at Thanksgiving Table, Santa Claus
- The First Easter Rabbit (1976) Stimme von Santa, Zero und Spats
- Frosty's Winter Wonderland (1976) Stimme von Jack Frost
- Rudolph's Shiny New Year (1976) Santa Claus, General Ticker, Aeon the Terrible, Humpty Dumpty
- The Hobbit (1977) Stimme von Bombur and Troll #1
- Nestor, The Long-Eared Christmas Donkey (1977) Stimme von Olaf und Donkey Dealer
- Rudolph and Frosty's Christmas in July (1979) Jack Frost, Polizist, Winterbolt
- Jack Frost (1979) Vater Winter, Kubla Kraus
- The Return of the King (1980) Orc, Uruk-hai, Elrond (als Ersatz für den verstorbenen Cyril Ritchard, der Elrond in The Hobbit synchronisierte)
- The Last Unicorn (1982) Stimme von Mabruk
- The Flight of Dragons (1982) Stimme von Antiquity

### Andere Synchronarbeit
Frees synchronisierte besondere Charaktere einschließlich drei der Hauptcharaktere in der US-Version von Die Abenteuer von Tim und Struppi, die auf den Büchern von Hergé basierte.
Er sprach auch den Trailer für den Clint-Eastwood-Film Sadistico (1971).

### Sonstiges
Obwohl Frees erstrangig für seine Arbeit als Synchronsprecher bekannt war (wie Mel Blanc, Frees war in der Branche als „Der Mann der tausend Stimmen“ bekannt), schrieb er auch Lieder und Drehbücher. Als Drehbuchautor und Regisseur schuf er den Film The Beatniks (1960), ein Film der aufkommenden Beat Generation im Stil von Reefer Madness (1936).
In dem Film Das Ding aus einer anderen Welt (1951) spielte er einen Wissenschaftler und in der CBS-Sitcom Meet Mr. McNutley einen wütenden Ehemann, der seine Frau verklagt. Selten arbeitete Frees auch als Kameramann, jedoch meist nur im kleineren Maßstab. Er erschien 1954 in dem Schwarzweißklassiker Der Attentäter.

## Familie
Frees hatte insgesamt fünf Ehen. Seine erste Frau Anelle McCloud starb am 20. September 1945. Am 10. Februar 1947 heiratete er Kleda June Hansen, die beiden ließen sich jedoch am 23. Februar 1950 scheiden. Am 27. Februar 1951 heiratete Frees Joyce Schultz und bekam mit ihr ein Kind, aber auch sie ließen sich scheiden. Von 1967 bis 1969 war er mit Jeri J Cole verheiratet. Am 15. Juni 1971 schloss er seine letzte Ehe mit Beverly T. Marlow, mit der er bis zu seinem Tod am 2. November 1986 verheiratet blieb.
Sein Sohn Fred Frees ist ebenfalls Synchronsprecher.

## Tod und Nachleben
Frees starb am 2. November 1986 in Tiburon, Kalifornien, unerwartet im Alter von 66 Jahren an einer Herzinsuffizienz. Sein Leichnam wurde eingeäschert. Die Seebestattung fand auf dem Pazifik statt.
Nach Frees Tod synchronisierte Corey Burton einige Charaktere des Verstorbenen und nahm einige der Einführungen für Disneyland-Attraktionen, die ursprünglich Frees eingesprochen hatte, neu auf. Letzteres lag daran, dass die Originale von Frees entweder nicht mehr den aufnahmetechnischen (digitale Aufnahmemethoden) entsprachen oder die Sicherheitsstandards nicht mehr widerspiegelten. Im Jahr 1986 übernahm Corey Burton die Rolle von Primus von Quack.

## Filmografie

### Synchronsprecher
- 1950: Der Fischer von Louisiana (The Toast of New Orleans)
- 1951: Lehrstunde für Tom (Jerry’s Cousin, Kurzfilm)
- 1951: Dick und Doof erben eine Insel (Atoll K)
- 1951: Der jüngste Tag (When Worlds Collide)
- 1952: Abenteuer in Rom (When in Rome)
- 1955: 24 Hour Alert (Kurzfilm)
- 1955: Godzilla kehrt zurück (Gojira no gyakushū)
- 1955: Der scharlachrote Rock (The Scarlet Coat)
- 1956: Fliegende Untertassen greifen an (Earth vs. the Flying Saucers)
- 1956: Ilja Muromez (Илья Муромец)
- 1957: Das Geheimnis des steinernen Monsters (The Monolith Monsters)
- 1958: Das Grauen schleicht durch Tokio (Bijo to Ekitai Ningen)
- 1958: Zeit zu leben und Zeit zu sterben (A Time to Love and a Time to Die)
- 1959: Unternehmen Petticoat (Operation Petticoat)
- 1960: Goliath II (Kurzfilm)
- 1960: Alle lieben Pollyanna (Pollyanna)
- 1960: Die Zeitmaschine (The Time Machine)
- 1961: 101 Dalmatiner (One Hundred and One Dalmatians)
- 1961: Der fliegende Pauker (The Absent-Minded Professor)
- 1961: Atlantis, der verlorene Kontinent (Atlantis, the Lost Continent)
- 1961: Der Bürotrottel (The Errand Boy)
- 1962: Die vier apokalyptischen Reiter (The 4 Horsemen of the Apocalypse)
- 1962: Hypno
- 1962: Botschafter der Angst (The Manchurian Candidate)
- 1962: Taras Bulba
- 1962: Freud
- 1963: Das Mädchen Irma la Douce (Irma la Douce)
- 1963: Der Kommodore (A Gathering of Eagles)
- 1963: Was diese Frau so alles treibt (The Thrill of It All)
- 1964: Die Unersättlichen (The Carpetbaggers)
- 1964: Sieben gegen Chicago (Robin and the 7 Hoods)
- 1964: Mary Poppins
- 1964: Er kam nur nachts (The Night Walker)
- 1964: Der Tölpel vom Dienst (The Disorderly Orderly)
- 1965: Lord Jim
- 1965: Die Normannen kommen (The War Lord)
- 1966: Grand Prix
- 1967: Kaltblütig (In Cold Blood)
- 1968: San Sebastian (La Bataille De San Sebastian)
- 1970: Patton – Rebell in Uniform (Patton)
- 1970: Colossus (Colossus: The Forbin Project)
- 1970: Rückkehr zum Planet der Affen (Beneath the Planet of the Apes)
- 1970: Tora! Tora! Tora!
- 1975: Doc Savage – Der Mann aus Bronze (Doc Savage: The Man of Bronze)
- 1975: Nevada Pass (Breakheart Pass)
- 1976: Schlacht um Midway (Midway)
- 1982: Das letzte Einhorn (The Last Unicorn)

### Schauspieler
- 1948: Die Macht des Bösen (Force of Evil)
- 1949: Rotes Licht (Red Light)
- 1950: Tom und die Löwennummer (Jerry And The Lion, Kurzfilm)
- 1951: Auf Bewährung freigelassen (The Company She Keeps)
- 1951: Das Ding aus einer anderen Welt (The Thing from Another World)
- 1951: Ein Platz an der Sonne (A Place in the Sun)
- 1951: Ein Satansweib (His Kind of Woman)
- 1952: Die Spielhölle von Las Vegas (The Las Vegas Story)
- 1952: The Star
- 1952: Budapest antwortet nicht (Assignment – Paris!)
- 1953: Kampf der Welten (The War of the Worlds)
- 1954: Terror in Block 11 (Riot in Cell Block 11)
- 1954: Der Attentäter (Suddenly)
- 1955: König der Schauspieler (Prince of Players)
- 1957: Der 27. Tag (The 27th Day)
- 1959: Der unheimliche Zotti (The Shaggy Dog)
- 1959: Manche mögen’s heiß (Some Like It Hot)
- 1963: Die Totenliste (The List of Adrian Messenger)